# Nemcia reticulata
Nemcia reticulata là một loài thực vật có hoa trong họ Đậu. Loài này được (Meissner) Domin mô tả khoa học đầu tiên.